# Munger
Munger – miasto w Indiach, w stanie Bihar. W 2011 roku liczyło 213 303 mieszkańców.